# Аджуран (государство)
Аджуран (сомал. Dawladdii Ajuuraan, араб. دولة الأجورانيين‎) — государство (имамат), существовавшее в долине реки Уэби-Шабелле, на территории современных Сомали и Эфиопии, в XV—XVII веках.
Государство основано скотоводческим племенем аджуран (из группы племён хавия) и частично — покорённым сомалийским полуосёдлым племенем джидду (из группы дигиль). Столицей страны было поселение Калаф (современный город Келлафо (Эфиопия)), которое находилось на торговых путях из Могадишо и Мерке в области Эфиопского нагорья.

## Расположение
Сфера влияния Аджуранского государства на Африканском Роге была самой большой в этом регионе. Государство охватывало большую часть юга Сомали и востока Эфиопии, а его территория простиралась от Хобьо на севере до Келлафо на западе и Кисмайо на юге.

## Происхождение и Дом Гаренов
Правящей наследственной династией Аджуранского государства был Дом Гаренов. Его корни уходят в IX век во времена Султаната Могадишо, от которого он унаследовал власть в начале XIII века и начал управлять южной и центральной частью Сомали и восточной Эфиопией. В связи с миграцией сомалийцев из северной части региона Африканского Рога в южную часть появились новые культурные и религиозные порядки, оказавшие влияние на структуру власти, которая начала развиваться в исламское правительство. Считалось, что они унаследовали бараку (благодать) от святого Балада, пришедшего из-за пределов Гаренского царства, и это укрепляло их превосходство и религиозную легитимность перед другими группами на Африканском Роге. Говорят, что предки Балада пришли из исторического северного региона Бербера.

## Правительство
Дворяне Аджурана использовали многие из типичных сомалийских аристократических и придворных титулов, а правители династии Гаренов — титул имама. Эти лидеры были высшей властью султаната и считали нескольких султанов, эмиров и царей вассалами. У правителей Гарена также были дворцы в Мариге, Келафо и Мерке, которые они периодически посещали для практики права первой ночи. Однако Могадишо был официальным местом пребывания династии Гарен и служил столицей Аджурана. Государственной религией являлся ислам, поэтому закон был основан на шариате.
Глава государства — имам, командующий войском и флотом — эмир, наместники — набобы, сборщики налогов и доходов — визири, главные судьи — кади.

## Кочевники и фермерские общины
Благодаря своему контролю над водоёмами региона правители Гарена фактически обладали монополией на своих подданных-кочевников, поскольку они были единственной «гидравлической империей» в Африке во время своего правления. По всему государству были построены крупные водоёмы из известняка, которые привлекали сомалийских и оромо кочевников со скотом. Централизованное регулирование колодцев облегчало урегулирование споров: кочевники обращались с запросами к государственным служащим, выступающим в роли посредников. Долгосрочная практика караванной торговли на дальние расстояния на Африканском Роге в Аджуране оставалась неизменной. Сегодня многочисленные разрушенные и заброшенные города во внутренних районах Сомали и Африканского Рога свидетельствуют о некогда процветавшей внутренней торговой сети средневекового периода.
Благодаря централизованному надзору со стороны Аджурана повысилась производительность хозяйств в Афгойе, Бардере и других районах в долинах Джуббы и Шабелле. Система ирригационных канав, известная на местном уровне как Келлиё, питалась непосредственно из рек Шебелье и Джубба на плантации, где сорго, кукуруза, бобы, зерно и хлопок выращивались в сезоны, известные в сомалийском календаре как гу (весна) и хагаа (лето). Эта оросительная система поддерживалась многочисленными дамбами и плотинами. Для определения среднего размера фермы была также изобретена система измерения площади земли с использованием терминов moos, taraab и guldeed.

## Налоги
Государство собирало пошлину с фермеров в виде собранных урожаев, таких как дурра, сорго и хлеб, а с кочевников собирали крупный рогатый скот, верблюдов, овец и коз. Сбор дани осуществлялся вазиром. Роскошные товары, импортируемые из зарубежных стран, также преподносились в дар Гаренам прибрежными султанами государства.
Политическим устройством, реализованным Гаренами в своём государстве, была форма права первой ночи, которая позволяла им создавать браки, навязывающие их господство над всеми важными группами империи. Правители также претендовали на большую часть приданого, которая в то время составляла 100 верблюдов.
Для торговли Аджуран чеканил собственную валюту. Также использовалась и могадишская валюта, первоначально чеканившаяся султанатом Могадишо, который позднее, в начале XIII века вошёл в состав Аджуранской империи. Могадишские монеты обнаруживаются по сей день вплоть до Объединённых Арабских Эмиратов.

## Городские и морские центры
Городские центры Могадишо, Марка, Барауэ, Кисмайо и Хобьо и другие соответствующие порты стали выгодными торговыми точками для товаров, приходивших из внутренних районов государства. Сомалийские фермерские общины внутренних районов страны из долин Джуббы и Шебель привозили урожай в прибрежные города Сомали, где он продавался местным торговцам, которые вели прибыльную внешнюю торговлю с судами, прибывающими из Аравии, Персии, Индии, Венеции, Египта, Португалии, Явы и Китая.
Во время своих путешествий Ибн Саид аль-Магриби (1213—1286) отметил, что Могадишо стал ведущим исламским центром в регионе. К моменту появления марокканского путешественника Ибн Баттуты на побережье Сомали в 1331 году город находился в зените своего процветания. Он охарактеризовал Могадишо как «чрезвычайно крупный город» со многими богатыми торговцами, который славится, в частности, высоким качеством своей ткани, экспортируемой в Египет. Баттута добавил, что городом управляет сомалийский султан Абу Бакр ибн Сайкс Умар, который родом из Берберы на севере Сомали и свободно говорит как на сомалийском (Баттута называет его словом Бенадир, означающим один из южных диалектов сомалийского), так и на арабском языке. Султан также имел в распоряжении свиту вазиров (министров), правоведов, командиров, царственных евнухов и других официальных лиц.
Ибн Халдун (1332—1406 годы) в своей книге отметил, что Могадишо был столицей Аджурана и очень густонаселённым городом с большим количеством богатых купцов, а также кочевников. Он упомянул жителей Могадишо как высоких смуглых берберов и назвал их жителями Эс-Сомаала.
Васко да Гама, который проезжал через Могадишо в XV веке, отметил, что это большой город с четырёх- или пятиэтажными домами и большими дворцами в центре и многими мечетями с цилиндрическими минаретами. В XVI веке Дуарте Барбоза отметил, что многие суда из Королевства Камбайя плавали в Могадишо с одеждой и специями, за что они в обмен получали золото, воск и слоновую кость. Барбоза также подчеркнул, что на прибрежных рынках имеется большое количество мяса, пшеницы, ячменя, лошадей и фруктов, которые приносят огромные доходы купцам. Могадишо, центр процветающей ткацкой промышленности, известный как Тооб Бенадир (называвшийся так на рынках Египта и Сирии), вместе с Маркой и Барауэ также служил перевалочным пунктом для торговцев суахили из Момбасы и Малинди и для торговли золотом из Килвы. Еврейские торговцы из Ормуза также привозили свой индийский текстиль и фрукты на побережье Сомали в обмен на зерно.
Исследователь XVI века Лев Африканский указывает, что коренные жители Могадишо, столицы султанатского государства Аджуран, имели те же корни, что и жители северного народа Сайлы, столицы Адаля. Как правило, они были высокого роста с оливковым цветом кожи, причём некоторые из них были темнее и говорили по-сомалийски. Они носили традиционный богатый белый шёлк, обёрнутый вокруг их тел, и исламские тюрбаны, а прибрежные жители носили только саронги, и использовали арабское письмо как свою лингву франку. Их оружие состояло из традиционных сомалийских видов оружия, таких как мечи, кинжалы, копья, боевые топоры и луки, хотя они получали помощь от близкого союзника — Османской империи, которая поставляла им огнестрельное оружие, такое как мушкеты и пушки. Большинство из них были мусульманами, хотя некоторые придерживались языческой бедуинской религии; кроме того, в глубине страны проживали абиссинские христиане. Сам Могадишо являлся богатым, могущественным и хорошо построенным городом-государством, который поддерживал коммерческую торговлю с государствами по всему миру. Город-метрополис был окружён каменными крепостными стенами.
В XV веке были установлены торговые отношения с Малаккой, основными товарами были ткань, янтарь и фарфор. Кроме того, в китайскую империю Мин поставлялись жирафы, зебры и благовония, сделав сомалийских торговцев лидерами в торговле между Азией и Африкой, при этом китайский язык оказал влияние на сомалийский. Торговцы-индусы из Сурата и торговцы Пате (Юго-Восточная Африка), пытаясь обойти как португальскую блокаду, так и вмешательство Омана, использовали сомалийские порты Мерка и Барауэ (которые находились вне юрисдикции этих двух держав) для ведения торговли в безопасности и без их вмешательства.

## Экономика

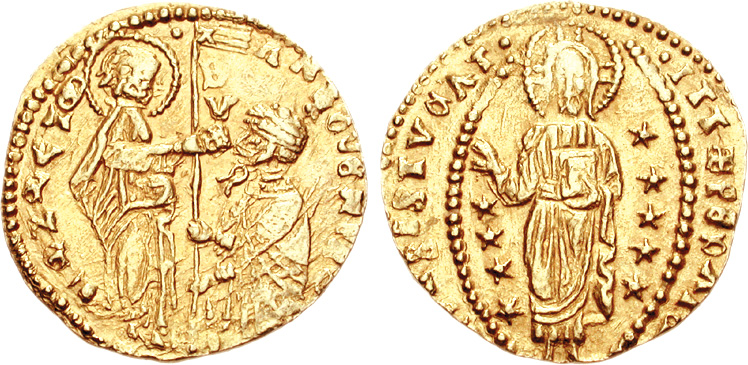
Могадишо импортировал ценные золотые монеты цехин из Венецианской республики в Европе

Султанат имел развитую экономику, которая опиралась на сельское хозяйство, налогообложение и торговлю. Они чеканили свои собственные монеты, которые можно найти далеко от территории этого государства. Крупнейшие сельскохозяйственные города были расположены на реках Шебелле и Джубба, включая Бардеру и Афгойе. Расположенные на пересечении некоторых из самых оживленных средневековых торговых путей, прибрежные портовые города Аджурана были активными участниками торговли золотом в Восточной Африке, а также торговли по Шёлковому пути, Индийскому океану и коммерческих предприятий вплоть до Восточной Азии.
Аджуран славился тем, что был чрезвычайно богатым государством. Он также выпускал свою собственную валюту. Многие древние бронзовые монеты с именами аджуранских султанов были найдены в прибрежной провинции Бенадир наряду с произведениями мусульманских правителей Южной Аравии и Персии. Были укреплены или восстановлены торговые пути, относящиеся к древним и раннесредневековым периодам сомалийского морского предпринимательства; внешняя торговля в прибрежных провинциях процветала, а аджуранские корабли ходили в множество государств Северной Африки, Южной Азии, Европы, Юго-Восточной Азии и других регионов. Используя торговые суда, компасы, многочисленные портовые города, маяки и другие технологии, купцы Аджуранского султаната вели активный бизнес с торговцами из следующих государств:
| Международная торговля           |                                               |                                     |
| Торговые страны Азии             | Импорт                                        | Экспорт                             |
| -------------------------------- | --------------------------------------------- | ----------------------------------- |
| Империя Мин                      | лошади, экзотические животные, слоновая кость | селадон                             |
| Империя Великих Моголов          | ткань и специи                                | золото, воск и древесина            |
| Династия Ле                      | железо и специи                               | золото и лошади                     |
| Бенгальский султанат             | амбра и фарфор                                | овцы, лошади и ткань                |
| Малаккский султанат              | амбра и фарфор                                | ткань и золото                      |
| Аютия                            | ракушки и специи                              | мушкеты, ткань и овцы               |
| Мальдивы                         | раковины                                      | мускус и овцы                       |
| Джафна                           | корица                                        | ткань и оружие                      |
| Торговые страны Ближнего Востока |                                               |                                     |
| Османская империя                | мушкеты и пушки                               | ткань                               |
| Сефивидская империя              | ткань и фрукты                                | зерно и древесина                   |
| Оман                             | железо                                        | ткань, лошади и культурные растения |
| Торговые страны Европы           |                                               |                                     |
| Португалия                       | золото                                        | ткань                               |
| Венецианская республика          | цехин                                         | мечи и щиты                         |
| Испанская империя                | золото, серебро                               | -                                   |
| Нидерланды                       | -                                             | -                                   |
| Торговые страны Африки           |                                               |                                     |
| Мамлюкский султанат              | золото и броня                                | ткань, верблюды и зерно             |
| Адаль                            | -                                             | -                                   |
| Эфиопская империя                | золото, скот                                  | ткань и козы                        |
| Килва                            | -                                             | древесина и овцы                    |
| Большой Зимбабве                 | ткань, специи и лошади                        | золото и рабы                       |
| Империя Китара                   | древесина и драгоценности                     | банту и слоновая кость              |
| Мономотапа                       | специи и ткань                                | золото и слоновая кость             |
| Малагасийское королевство        | -                                             | -                                   |

## Дипломатия

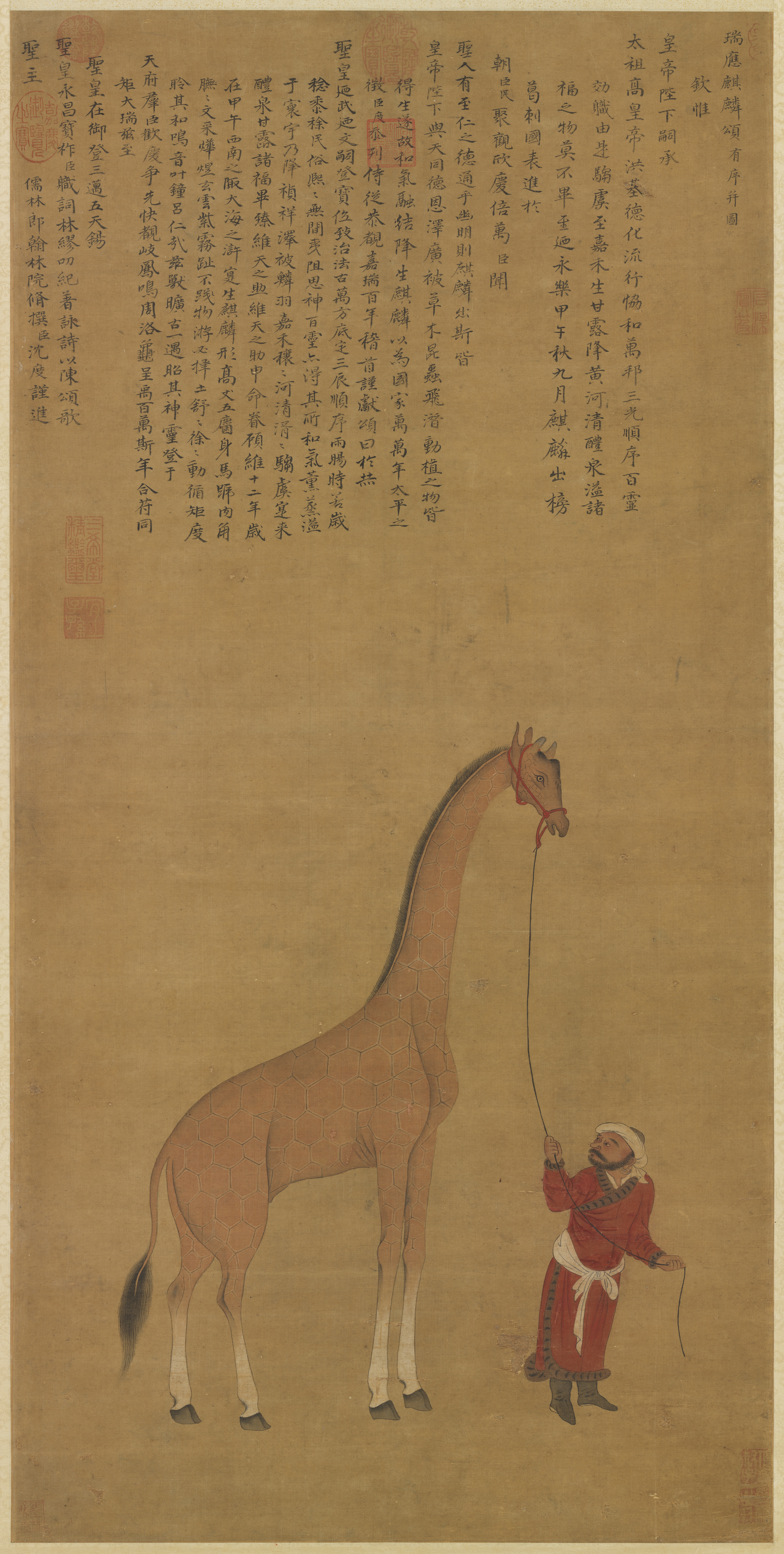
Аджуран поддерживал коммерческие связи с династией Мин и другими государствами

С помощью своих морских путешествий султанат установил торговые и дипломатические связи по всему старому миру, особенно в Азии — от тесного союзничества с Османской империей до связей с могущественной династией Мин, а самая дальняя морская экспедиция достигла Явы и Вьетнама.
Правитель Аджурана направил в Китай послов для установления дипломатических отношений, создав первую в истории африканскую общину в Китае, а самым выдающимся послом Сомали в средневековом Китае был Саид из Могадишо, который был первым африканцем, ступившим на территорию Китая. В свою очередь Юнлэ, третий император династии Мин (1368—1644), направил один из крупнейших в истории флотов для торговли с сомалийским народом. Флот под руководством знаменитого мореплавателя Чжэн Хэ прибыл в столицу империи Аджуран, в Могадишо, когда город находился в расцвете. Наряду с золотом, ладаном и тканями Чжэн привёз в Китай первых африканских диких животных, среди которых были бегемоты, жирафы и газели.

## Главные города
Население Аджуранского государства было огромным и стабильным. Оно было влиятельным сомалийским царством, которое в средние века властвовало над многими городами и поселками в центральной и южной частях Сомали и восточной части Эфиопии. После падения султаната некоторые из этих поселений продолжали процветать и в конечном итоге превратились в крупные города на территории современного Сомали. Некоторые из этих городов заброшены или разрушены:

### Столица
- Могадишо (портовый город и нынешняя столица Сомали)

### Портовые города
- Марка (город-порт в районе Нижняя Шабелле в Сомали)
- Хобьо (портовый город в районе Мудуг в Сомали)
- Кисмайо (портовый город в районе Нижняя Джубба в Сомали)
- Барауэ (портовый город в районе Нижней Шабелли, Сомали)
- Варшейх (портовый город в районе Средняя Шабелле в Сомали)
- Марег (город в районе Галгудуд в Сомали)

### Сельскохозяйственные города
- Келафо (город в регионе Сомали в Эфиопии)
- Афгойе (город в районе Нижняя Шабелле, Сомали)
- Беледуэйне (город в районе Хиран в Сомали)
- Байдабо (город в районе Бай Сомали)
- Бардере (город в районе Гедо в Сомали)
- Джоухар (город в районе Средняя Шабелле в Сомали)
- Луук (город в районе Гедо в Сомали)
- Худдур (город в районе Баколь в Сомали)
- Джилиб (город в районе Средняя Джубба в Сомали)

### Другие города
- Эль-Бур (город в районе Галгудуд в Сомали)
- Дусамареб (город в регоне Галгудуд в Сомали)
- Гондерше (заброшенный, но сейчас популярная туристическая достопримечательность)
- Ханнасса (заброшенный)
- Рас Барбалла (зарошенный)

## Культура

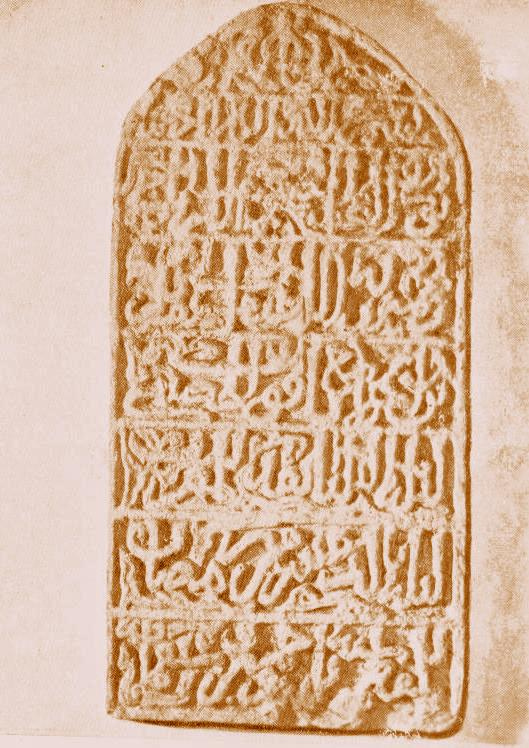
Сомалийско-арабская каменная скрижаль XIV века

У аджуранов была богатая культура с различными формами, такими как архитектура, астрономия, фестивали, образование, музыка и различные виды искусства: поэзия, проза, каллиграфия, миниатюры, ювелирные изделия, кухня, богатое ковроткачество и текстильное искусство, которые развивались и процветали в державе Аджуран. Большинство жителей составляли этнические сомалийцы, однако в стране также проживали представители арабского, персидского и турецкого меньшинств. Подавляющее большинство населения также исповедовало суннитский ислам, хотя некоторые люди (в основном персидского происхождения) принадлежали к шиитскому меньшинству. Сомалийский язык являлся наиболее часто используемым языком в государственной и общественной жизни, в то время как арабский язык наиболее широко использовался в религиозных исследованиях.
Сомалийское боевое искусство истунка, известное также как дабшид, родилось во время Аджуранского государства. Ежегодно для него проводится турнир в Афгойе. Резьба, известная в Сомали как корис, практиковалась в прибрежных городах государства. Многие богатые горожане в средневековый период регулярно нанимали лучших резчиков по дереву и мрамору в Сомали для работы над своими интерьерами и домами. Резьба по михрабам и колоннам древних сомалийских мечетей является одной из старейших на континенте, а мечеть Масджид Фахр ад-Дин — 7-й по возрасту мечетью в Африке. Художественная резьба считается мужским делом, подобно тому, как в Сомали текстильная промышленность является в основном женским делом. Среди кочевников широко распространена резьба, особенно по дереву, и её можно было встретить на самых основных предметах, таких как ложки, расчески и миски, но она также включала более сложные конструкции, такие как переносная палатка кочевника — акал.
За время своего существования это государство оставило обширное архитектурное наследие, будучи одной из крупнейших средневековых сомалийских держав. Оно прославилось сложными и передовыми замками, крепостями-цитадели, монастырями, мечетями, храмами, фонтанами, акведуками, маяками, башнями и гробницами, принадлежащими сомалийским инженерам Аджурана. Территории, над которыми господствовал Аджуран, имеют одну из самых развитых архитектур на всем африканском континенте.
Эти сооружения включают в себя ряд опорных гробниц, некрополей, замков, крепостей и разрушенных городов, построенных в ту эпоху. В районе Марки существуют различные опорные гробницы, которые, согласно местной традиции, были построены в XVI веке, когда этим районом управляли нааибы Аджуранского султаната.